# Menedżer programów

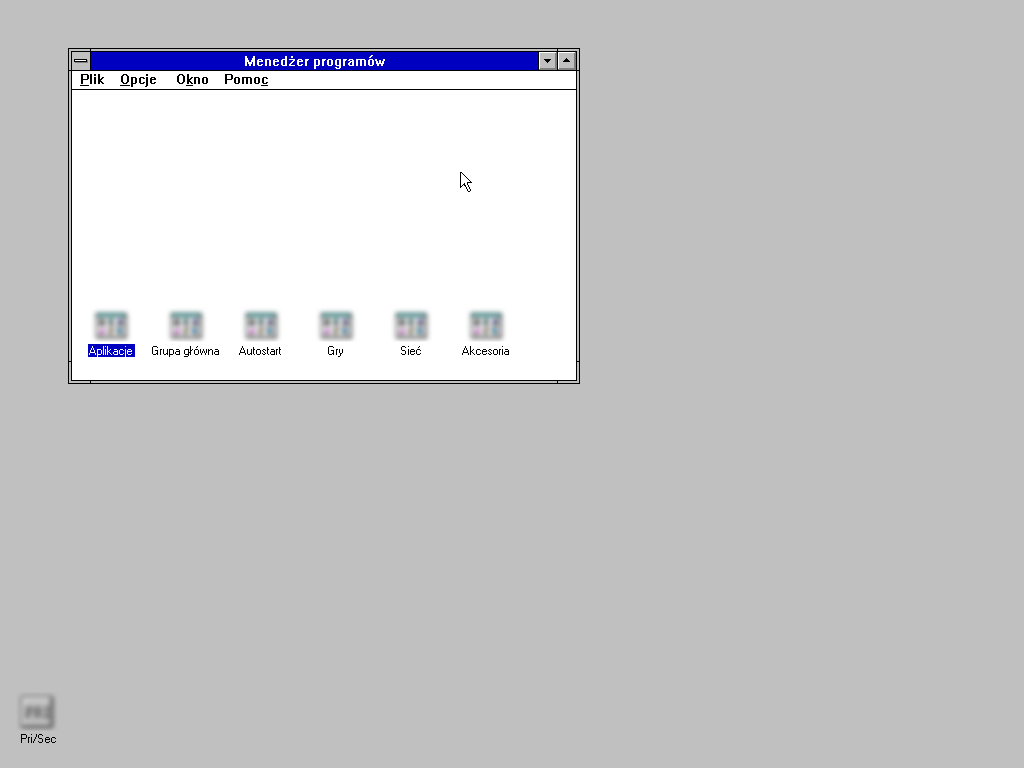
Menedżer programów w polskojęzycznym wydaniu systemu Windows for Workgroups 3.11

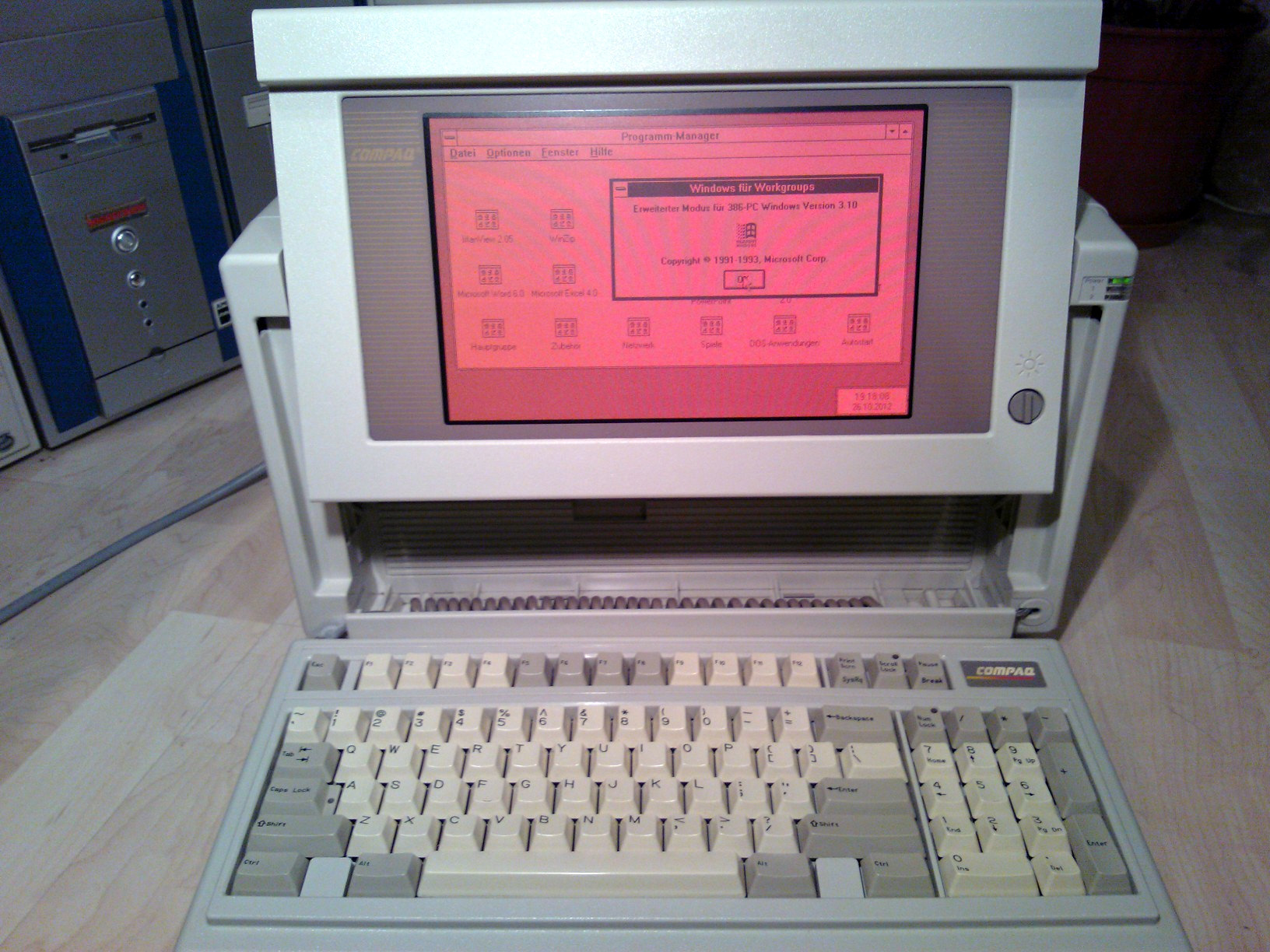
Menedżer programów uruchomiony na komputerze Compaq Portable 386

Menedżer programów (ang. Program Manager, skrótowo progman) – powłoka systemowa w systemach operacyjnych Windows 3.x oraz Windows NT 3.x. Funkcjonował w postaci graficznego interfejsu (GUI), składającego się z ikon (skrótów do programów) rozmieszczonych w grupach programów. Zastąpił MS-DOS Executive, menedżer plików, w roli domyślnej powłoki Windows.
System OS/2 w wersji 2.0 i późniejszych zawierał Menedżera programów jako część warstwy kompatybilności Win-OS/2. Win-OS/2, w tym Menedżer programów, występuje także w systemach pochodnych od OS/2, np. ArcaOS.

## Przegląd
Menedżer programów wywodzi się z Desktop Manager, powłoki dla OS/2 1.2. W przeciwieństwie do Desktop Manager, który przedstawia grupy programów w formie prostej listy, a każdą z nich otwiera w odrębnym oknie, Menedżer programów otwiera grupy programów w oknach podrzędnych, wykorzystując nowy interfejs wielodokumentowy w Windows 3. Ikony służące do reprezentowania Menedżera programów, grup programów oraz aplikacji MS-DOS w systemie Windows 3.0 pochodzą z OS/2 1.2. Windows 3.1 używa zaktualizowanych wersji tych ikon.
Przeciągnięcie plików wykonywalnych z Menedżera plików do Menedżera programów powodowało automatyczne użycie domyślnej ikony wbudowanej w pliku .EXE. Dodatkowo, Program instalacyjny Windows, tworzący standardowe ikony w trakcie świeżej instalacji, mógł być użyty do hurtowego dodania ikon po zainstalowaniu systemu. Polecenie SETUP /P z wiersza poleceń pozwalało na instalację określonego zestawu ikon na wielu maszynach (przykładowo w środowisku biurowym) dzięki plikowi konfiguracyjnemu SETUP.INF.
Począwszy od Windows 3.1, Menedżer programów zawierał grupę Autostart. Programy i pliki umieszczone w niej były automatycznie uruchamiane z systemem Windows.
Przytrzymanie wciśniętego klawisza ⇧ Shift przy wybieraniu polecenia Zakończ Windows z menu Plik spowoduje zapisanie aktualnej konfiguracji Menedżera programów do pliku PROGMAN.INI, w tym informacji o położeniu wszystkich ikon grup programów pod warunkiem wyłączonego automatycznego rozmieszczania. Dzięki temu testerzy z Microsoftu mogli sprawdzać wiele różnych konfiguracji. Funkcja ta pozostała w finalnej wersji, która trafiła do sprzedaży.
W późniejszych wersjach Microsoft Windows, rozpoczynając od Windows 95 i Windows NT 4.0, Menedżer programów został zastąpiony przez Eksploratora Windows jako domyślna powłoka. W szczególności menu Start przejęło organizowanie programów i ich uruchamianie. Jednakże, Windows 95 wciąż dawał użytkownikowi możliwość ładowania Menedżera programów przy uruchamianiu systemu.
Menedżer programów był dołączany w następnych wydaniach Windows i był dostępny poprzez otwarcie pliku PROGMAN.EXE z linii wiersza poleceń lub okna Uruchom. Po zmodyfikowaniu wartości Shell w kluczach Rejestru HKEY_LOCAL_MACHINE\SOFTWARE\Microsoft\Windows NT\CurrentVersion\Winlogon (dla całego systemu) lub HKEY_CURRENT_USER\SOFTWARE\Microsoft\Windows NT\CurrentVersion\Winlogon (dla konkretnego użytkownika).
Microsoft zastąpił Menedżera programów w Service Packu 2 do Windows XP „kikutem” dla zachowania kompatybilności, który przekierowuje do Eksploratora Windows. W systemie Windows Vista i nowszych PROGMAN.EXE został całkowicie usunięty.